# 平島久照

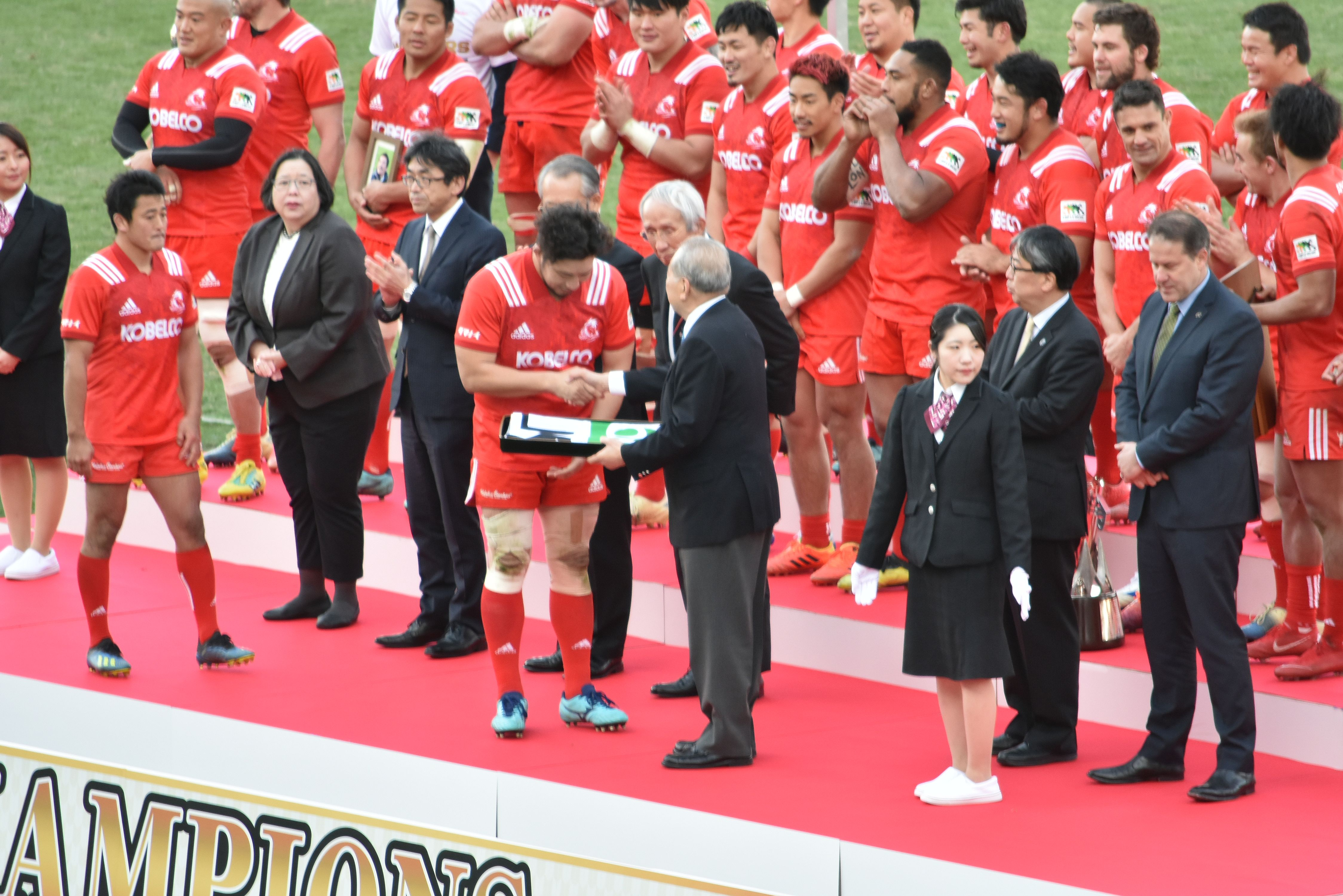
第56回日本ラグビーフットボール選手権大会兼トップリーグ総合順位決定トーナメント決勝（2018年12月15日撮影）

平島 久照（ひらしま ひさてる、1983年1月15日 - ）は、日本の元ラグビー選手。

## プロフィール
- 熊本県熊本市出身。
- ポジションはプロップ(PR)。
- 身長 181cm、体重 110kg。
- 日本代表通算キャップ数は42。
- ニックネームはラッシー。

## 略歴
7歳からラグビーを始めた。
2001年、熊本西高校卒業後、福岡大学に入る。
2005年、福岡大学卒業後、神戸製鋼コベルコスティーラーズ(現・コベルコ神戸製鋼スティーラーズ)に加入。同年9月23日に行われたジャパンラグビートップリーグ第2節のクボタスピアーズ戦に先発出場で公式戦初出場を果たす。
2008年11月16日に行われた米国戦で日本代表初キャップを獲得した。
2011年、ラグビーワールドカップ2011の日本代表のメンバーに選出された。なおワールドカップでは3試合に出場した。
2014年9月にトップリーグ通算100試合出場を達成した。
2015年、ラグビーワールドカップ2015のバックアップメンバーに選出された。
2022年、現役を引退した。